# Banksia oreophila
Banksia oreophila är en tvåhjärtbladig växtart som beskrevs av Alexander Segger George. Banksia oreophila ingår i släktet Banksia och familjen Proteaceae. Inga underarter finns listade i Catalogue of Life.